# Крижані люди
«Крижані люди» (англ. The Ice People) — науково-фантастичний роман британської письменниці Меггі Джи, виданий 1998 року. Розповіжає про майбутній світ, в якому розпочався новий льодовиковий період. Роман досліджує різні елементи сучасного суспільства: основні ролі та стосунки чоловіків і жінок, сексуальність, політику та питання глобального потепління.
Глобальне потепління є початком процесу, за яким підвищення температури потім супроводжується циклічною появою крижаної доби. 
«Крижані люди» порівнюються з романами 1984 Джорджа Орвелла та «Прекрасний новий світ» Олдоса Гакслі.

## Сюжет
Наприкінці XXI століття Велика Британія переживає нову крижану епоху. Чоловіки та жінки значною мірою живуть окремо в різних районах країни, тоді як цивілізація та правопорядк здебільшого припинили своє існування.
Один старець живе з групою розпусників, які розпоряджатимуться ним на власний розсуд, як тільки він втратить користь для них. Ім'я старця — Саул й він починає розповідати історію свого життя, зокрема свого шлюбу з Сарою.
Вони жили в гармонійному шлюбі, але після того як, глобальне потепління почало впливати на навколишнє середовище, пара починає охолоджуватися один до одного та розлучається. Зрештою, Сара залишає Саула, стає політичним активістом, потім намагається налаштувати сина, Люка, проти батька.
Сара забороняє бачити батьку Луку, після чого Саул викрадає хлопчика та втікає, переправляючись через Ла-Манш до Європи. Однак Лука проти того, щоб його забрали з дому, й коли Саул разом з сином намагається потрапити до теплих країн Африки, Люк втікає. Згодом виявляється, що юнак приєднався до групи бандитів в Іспанії.
Втративши сина, Саул повертається до Великої Британії, де потрапляє до автомобільної катастрофи. Саула витягують із уламків люди, які спочатку планують його вбити, але потім вирішують зберегти життя нещасному, коли виявляють у нього навички оповідача.
Але коли книга закінчується, розпусникам набридає Саул, його час закінчується.